# L'Affaire de la perle rose
L'Affaire de la perle rose (The Affair of the Pink Pearl) est une nouvelle policière d'Agatha Christie mettant en scène les personnages de Tommy et Tuppence Beresford.
Initialement publiée le 1er octobre 1924 dans la revue The Sketch au Royaume-Uni, cette nouvelle a été reprise en recueil en 1929 dans Partners in Crime au Royaume-Uni et aux États-Unis. Elle a été publiée pour la première fois en France dans le recueil Le crime est notre affaire en 1972.
Dans le recueil Le crime est notre affaire, Agatha Christie imite le style des enquêteurs créés par les auteurs de policiers en vogue à cette époque. Dans cette nouvelle, elle parodie l'expert médico-légal Dr Thorndyke créé par Richard Austin Freeman,.

## Publications
Avant la publication dans un recueil, la nouvelle avait fait l'objet de publications dans des revues :
- le 1er octobre 1924, au Royaume-Uni, dans le no 1653 (vol. 128) de la revue The Sketch[3],[4] ;
- en avril 1960, aux États-Unis, sous le titre « Blunt’s Brilliant Detectives », dans le no 197 (no 4 vol. 35) de la revue Ellery Queen's Mystery Magazine[5].

La nouvelle a ensuite fait partie de nombreux recueils :
- en 1929, au Royaume-Uni, dans Partners in Crime[3] (avec 14 autres nouvelles) ;
- en 1929, aux États-Unis, dans Partners in Crime[3] (avec 14 autres nouvelles) ;
- en 1972, en France, dans Le crime est notre affaire (adaptation des recueils de 1929).

## Adaptation
- 1983 : L'Affaire de la perle rose, téléfilm de la série Le crime est notre affaire (1er épisode)